# Nakum

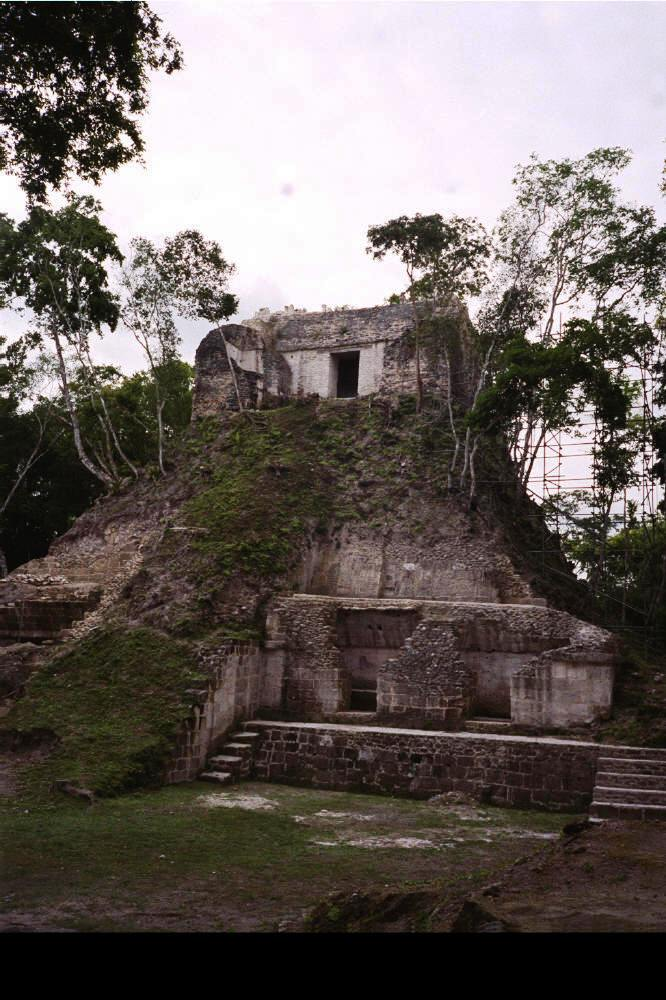
Ruiny świątyni Majów w Nakum

Nakum – miejscowość w Gwatemali w departamencie Petén. 

## Odkrycie
W Nakum polscy archeolodzy z Uniwersytetu Jagiellońskiego – dr Jarosław Źrałka i mgr Wiesław Koszkul odkryli 6/7 czerwca 2006 roku grobowiec władcy Majów pochodzący z około 700 roku n.e.

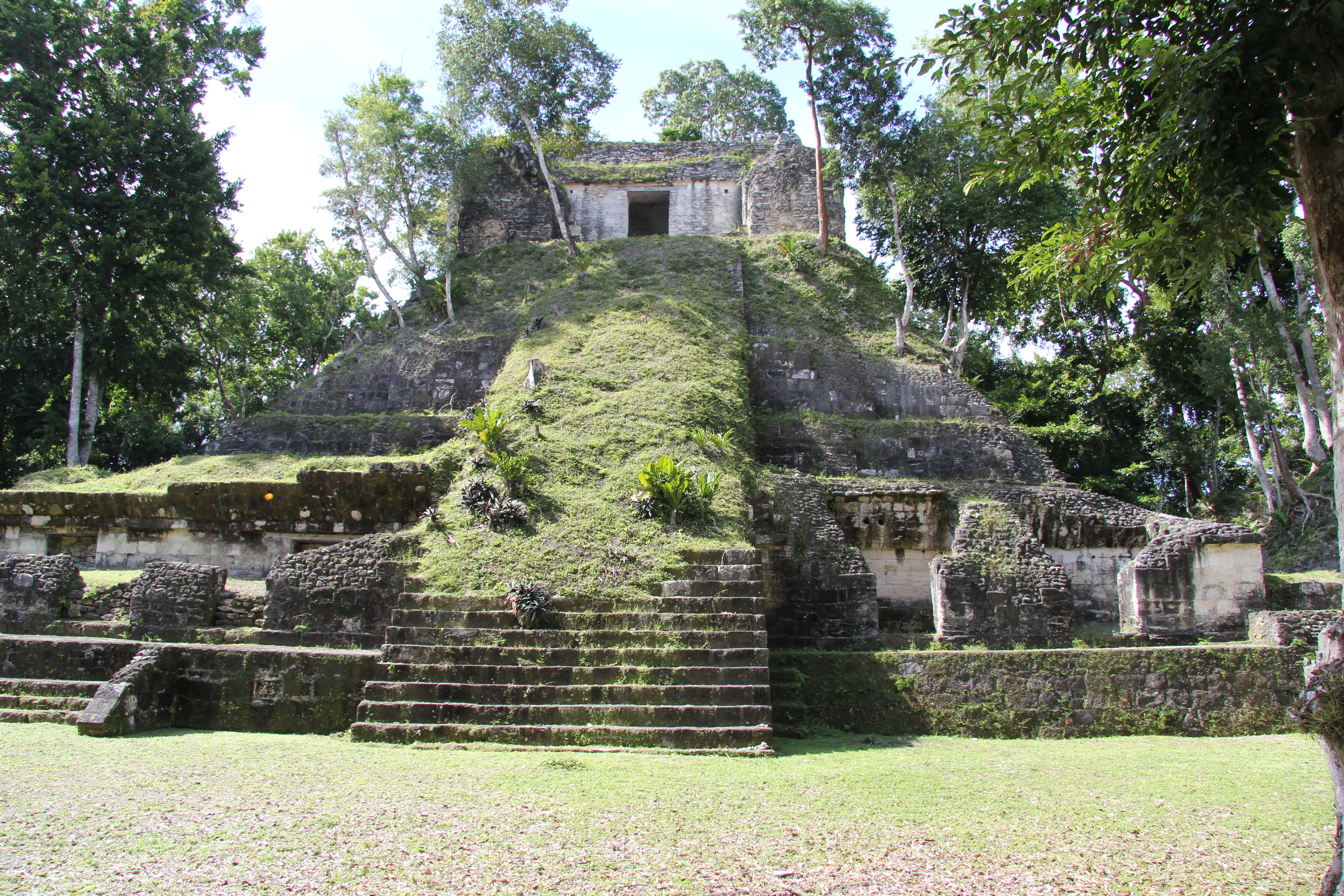
Nakum

We wnętrzu grobu archeolodzy znaleźli wspaniałą ceramikę, m.in. misę przedstawiającą tańczącego boga kukurydzy i niezwykle rzadki pektorał pokryty hieroglifami. Napis nie został jeszcze w pełni odczytany ze względu na archaiczną formę glifów. Jego rozszyfrowywaniem zajmuje się słynny epigrafik Simon Martin. W 2007 miała miejsce kolejna ekspedycja badawcza w Nakum, dokonano odkryć kolejnych dwóch grobowców, najprawdopodobniej władców.